# Ołeksandr Sytnyk
Ołeksandr Borysowycz Sytnyk, ukr. Олександр Борисович Ситник (ur. 2 stycznia 1985 w Winnicy) – ukraiński piłkarz występujący na pozycji pomocnika, a wcześniej napastnika.

## Kariera piłkarska

### Kariera klubowa
Wychowanek najpierw amatorskiej drużyny Temp Winnica, a potem Szkoły Piłkarskiej Spartaka Moskwa, skąd w 2000 przeszedł do Akademii Pawła Jakowenki Dynama Kijów. W 2001 rozpoczął karierę piłkarską w Borysfenie-2 Boryspol, do którego został wypożyczony. Potem występował najpierw w trzeciej, a potem w drugiej drużynie Dynama Kijów. W sezonie 2005/06 został wypożyczony najpierw do Arsenału Kijów, a potem do Stali Dnieprodzierżyńsk. W rundzie jesiennej sezonu 2006/07 był wypożyczony do FK Charków, a w wiosennej do Karpat Lwów. W 2008 przeszedł do rosyjskiej Zwiezdy Irkuck, ale powrócił do Ukrainy, gdzie bronił barw Illicziwca Mariupol do lata 2009. Po dłuższej przerwie bez gry na początku 2011 został piłkarzem Zirki Kirowohrad. Latem 2011 przeszedł do Howerły Użhorod. Po zakończeniu sezonu 2012/13 opuścił zakarpacki klub.

### Kariera reprezentacyjna
Występował w reprezentacji Ukrainy na juniorskich Mistrzostwach Europy U-17 rozgrywanych w 2002 roku w Danii.
Również występował w reprezentacji Ukrainy na juniorskich Mistrzostwach Europy U-19 rozgrywanych w 2004 roku w Szwajcarii.
Następnie występował w reprezentacji Ukrainy U-20 na młodzieżowych Mistrzostwach Świata U-20 rozgrywanych w 2005 w Holandii.
Na młodzieżowych Mistrzostwach Europy U-21 rozgrywanych w 2006 roku w Portugalii jako zawodnik reprezentacji Ukrainy zdobył tytuł wicemistrza Europy.
Za juniorskie i młodzieżowe reprezentacje wystąpił ponad 30 razy.

## Sukcesy i odznaczenia
- wicemistrz Europy U-21: 2006